# Columbus (Indiana)
Columbus é uma cidade localizada no estado norte-americano de Indiana, no Condado de Bartholomew.

## Demografia
Segundo o censo americano de 2010, a sua população era de 44061 habitantes.
Em 2006, fora estimada uma população de 39.690, um aumento de 631 (1.6%) face a 2000.

## Geografia
De acordo com o United States Census Bureau tem uma área de
68,3 km², dos quais 67,2 km² cobertos por terra e 1,1 km² cobertos por água. Columbus localiza-se a aproximadamente 195 m acima do nível do mar.

## Localidades na vizinhança
O diagrama seguinte representa as localidades num raio de 16 km ao redor de Columbus.